# Orla Straż
Orla Straż (ang. Eaglewatch) – polska fundacja charytatywna założona w 2016 roku przez kmdr. ppor. rez. Bartosza Rutkowskiego, pomagająca ofiarom wojen, konfliktów zbrojnych i terroryzmu. Głównym obszarem jej działalności jest Irak oraz Iracki Kurdystan (Region Kurdystanu), a także m.in. Ukraina, Egipt i Nigeria. Celem fundacji jest niesienie pomocy humanitarnej i rozwojowej, wspieranie edukacji i przedsiębiorczości oraz odbudowa pokonfliktowa.

## Historia powstania

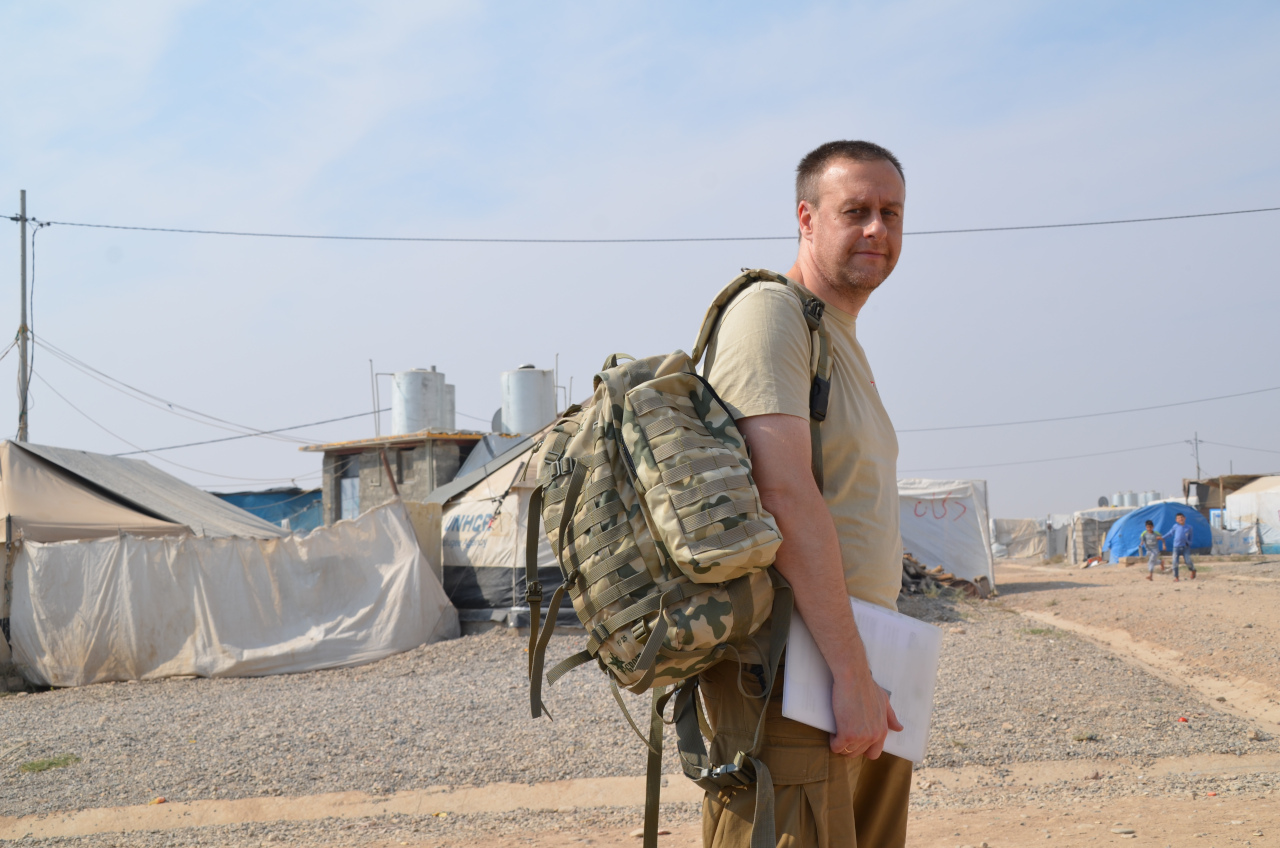
Bartosz Rutkowski – prezes i założyciel fundacji Orla Straż

Przed założeniem Orlej Straży Bartosz Rutkowski pełnił funkcję szefa szkolenia Ośrodka Szkolenia Nurków i Płetwonurków WP w Gdyni. 7 października 2015 roku na jednym z portali informacyjnych przeczytał artykułu o torturowaniu i ukrzyżowaniu przez terrorystów z Daesh (ISIS) dwunastoletniego asyryjskiego chłopca. Po szybkiej refleksji czy jest w stanie zrobić coś, aby pomóc ofiarom podobnych tragedii, zdecydował się odejść na emeryturę i wyjechać na Bliski Wschód. Po 22 latach w mundurze złożył wypowiedzenie ze służby zawodowej w Wojsku Polskim. Zakończył ją 31 stycznia 2016 roku, a sześć dni później był już w drodze do Iraku, gdzie spotkał się z przedstawicielami poszkodowanych społeczności, miejscowymi władzami oraz ochotniczymi jednostkami samoobrony. Chciał osobiście ocenić potrzeby ofiar terroryzmu oraz możliwości udzielenia im pomocy. Dzięki pozyskanej w Polsce legitymacji współpracownika jednej ze stacji TV udało mu się dotrzeć do miejsc o ograniczonym dostępie, spowodowanym działaniami wojennymi. Po powrocie podjął działania w celu założenia fundacji.

## Działalność fundacji Orla Straż
Powstanie fundacji Orla Straż było odpowiedzią na kryzys humanitarny, wywołany terrorystyczną działalnością tzw. Państwa Islamskiego w Iraku i Syrii (ISIL) zapoczątkowaną w 2014 roku.
W czerwcu 2014 roku terroryści z ISIL zajęli Mosul (patrz: bitwa o Mosul), ogłaszając powstanie kalifatu pod nazwą Państwo Islamskie. Przejęli również kontrolę nad dziesiątkami miejscowości leżącymi w Równinie Niniwy, wypędzając i mordując zamieszkujących je Asyryjczyków. W sierpniu 2014 roku dokonali ludobójstwa na Jezydach w regionie Sindżaru na północy Iraku. Zamordowali ponad 10 000 osób, a kilkanaście tysięcy kobiet i dzieci wzięli do niewoli. Tysiące Jezydów musiało uciekać w głąb kraju. Spowodowało to ogromny kryzys humanitarny i powstanie dziesiątek obozów dla przesiedleńców (ang. IDP – internally displaced person) na terenie Iraku oraz Irackiego Kurdystanu.
Pomoc w Iraku oraz Irackim Kurdystanie (od 2016 roku)
Na początku fundacja Orla Straż wspierała chrześcijańskich żołnierzy – ochotników, którzy walczyli na froncie pod Mosulem, m.in. zaopatrując ich w zestawy pierwszej pomocy, plecaki ratownicze oraz szkoląc w zakresie ratownictwa w warunkach pola walki (TCCC). Pomagała również kobietom i dzieciom wykupionym z niewoli ISIS oraz przesiedlonym rodzinom.
Po wyzwoleniu okupowanych miejscowości Orla Straż rozpoczęła pomoc rodzinom powracającym do zniszczonych domów. Przedstawiciele odradzającej się społeczności poprosili o wsparcie w odbudowie zniszczonych zakładów, warsztatów i sklepów. W ciągu kilku miesięcy fundacja otworzyła m.in. warsztat ślusarski, gabinet lekarski, salon fryzjerski oraz kilka sklepów ogólnospożywczych. Projekt został nazwany "Dobra Praca" i obecnie obejmuje ponad 120 uruchomionych działalności. Wszystkie rodziny zyskały dzięki niemu stałe źródło utrzymania. Projekt kontynuowany jest do dziś.
Ważnym elementem działalności fundacji jest wsparcie terapeutyczne oraz edukacja kobiet i dzieci. Od 2017 roku Orla Straż organizuje kursy szwalnicze dla kobiet wyzwolonych z rąk ISIS. Jest to forma terapii zajęciowej pozwalająca im na przezwyciężenie traumy oraz powrót do społeczeństwa. Warsztaty organizowane są w ośrodku w Khanke, współprowadzonym przez Orlą Straż i fundację Our Bridge założoną przez jezydzkich emigrantów w Niemczech oraz w Centrum Sardashty wybudowanym przez Orlą Straż w 2021 roku na terenie nieformalnego obozu dla przesiedleńców Sardashty w regionie Sindżaru. W obu placówkach prowadzone są również regularne zajęcia edukacyjne dla dzieci, obejmujące naukę przedmiotów szkolnych, obsługę komputera, gry edukacyjne oraz aktywność sportowa.
Fundacja wielokrotnie realizowała projekty mające na celu odbudowę i remont zniszczonej infrastruktury oraz domów mieszkalnych w Iraku. Naprawiła sieć energetyczną w dwóch miejscowościach w regionie Sindżaru oraz wyremontowała i wyposażyła kilka szkół na terenie Równiny Niniwy. Od 2019 roku wybudowała przeszło 70 domów dla rodzin, które powróciły do miejscowości wyzwolonych spod okupacji ISIS.
Orla Straż pomaga także rodzinom, które przed atakami ISIS zajmowały się rolnictwem oraz hodowlą zwierząt. W 2018 oraz 2019 roku dzięki wsparciu Departamentu Pomocy Humanitarnej przy Kancelarii Prezesa Rady Ministrów zakupiła zwierzęta hodowlane (owce, kozy i kury) wraz z zapasem paszy oraz wybudowaniem murowanych zagród ponad 260 rodzinom mieszkającym w Sindżarze, Równinie Niniwy oraz obozie dla przesiedleńców w Khanke.
Pomoc w Egipcie (od 2019 roku)

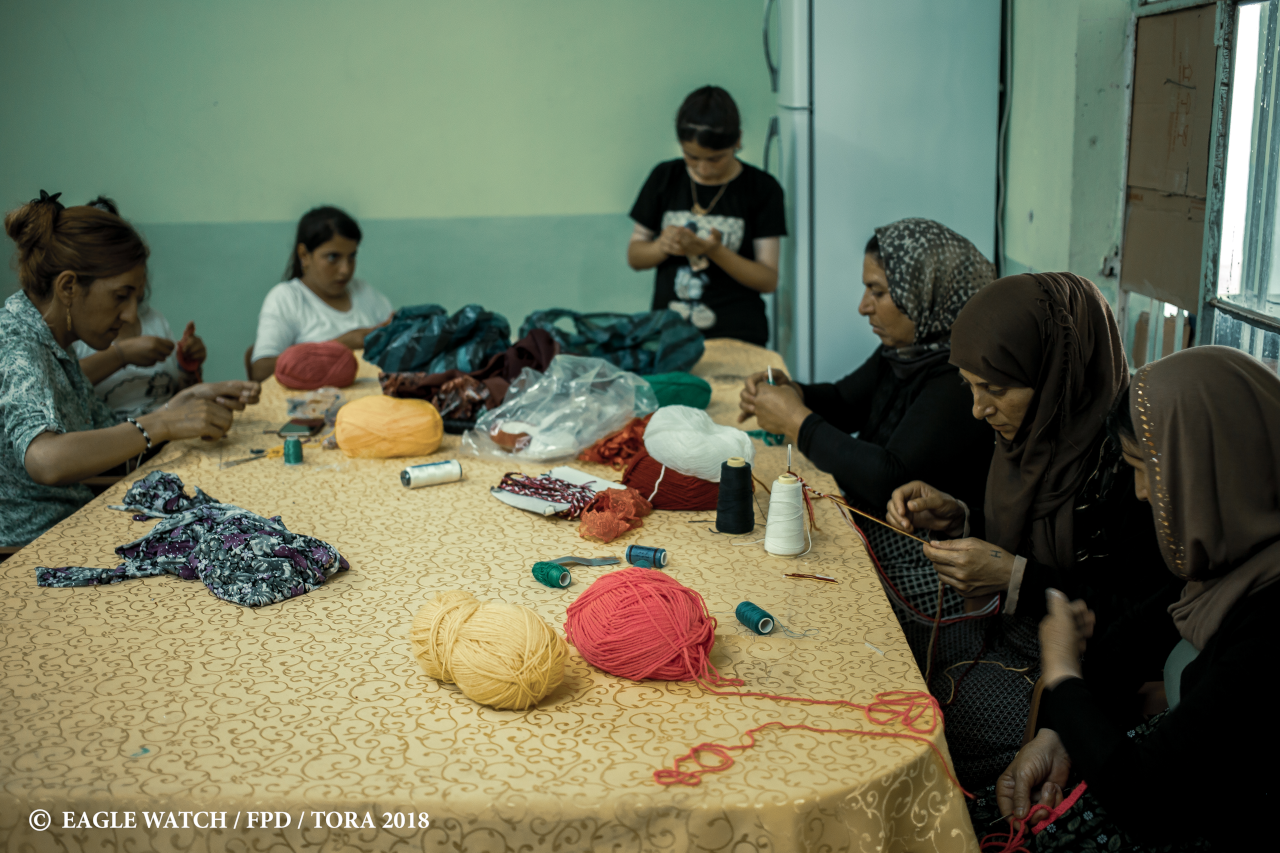
Kurs szycia ręcznego i maszynowego zorganizowany w ośrodku w Khanke

Od 2019 roku Orla Straż pomaga ofiarom zamachów terrorystycznych w Egipcie. Wspiera m.in. osoby, które ucierpiały w atakach na autokary wiozące pielgrzymów w miejscowości Minja oraz poszkodowanych w wyniku serii zamachów na kościoły w Tancie i Aleksandrii w Niedzielę Palmową w 2017 roku. Sprawcami tych zbrodni byli terroryści z tzw. Państwa Islamskiego, które oprócz Iraku i Syrii dokonuje wielu masakr m.in. w krajach afrykańskich.
Pomoc na Ukrainie (od 2022 roku)
Od 2022 roku fundacja zaangażowana jest w pomoc ofiarom wojny na Ukrainie. We współpracy z Centrum św. Marcina de Porrès w Fastowie odbudowała dachy w ponad 100 zniszczonych domach w miejscowościach na zachód od Kijowa, które od marca do kwietnia 2022, były pod okupacją. Dostarczała również żywność, paliwo, środki czystości i środki higieniczne potrzebującym w obwodzie kijowskim oraz w miejscowościach na wschodzie Ukrainy takich jak Bachmut, Chersoń, Charków, czy Izuim.    
Fundacja Orla Straż niesie pomoc humanitarną głównie dzięki wsparciu osób prywatnych oraz zbiórkom publicznym prowadzonym na terenie całego kraju.

## Współpraca
Fundacja Orla Straż współpracuje z wieloma instytucjami, organizacjami oraz fundacjami z Polski oraz z zagranicy. W szczególności ściśle współdziała z lokalnymi organizacjami, które są w stanie szybko reagować w sytuacjach kryzysowych. Dotychczas Orla Straż tworzyła wspólne projekty m.in. z:
- Departamentem Pomocy Humanitarnej przy Kancelarii Prezesa Rady Ministrów – Polska
- Fundacją Pomocy Dzieciom w Żywcu[9] – Polska
- Caritas Polska[10] – Polska
- Fundacją Innovaid[11] – Polska
- Our Bridge[12] – Niemcy
- Yezidi Human Right Organization[13] – Irak
- Shengal Charity Organization – Irak
- Bethnahrain Organization for Women[14] – Irak
- Gilgamesh Organization for development & relief[15] – Irak
- Centrum św. Marcina de Porrès w Fastowie[16] - Ukraina

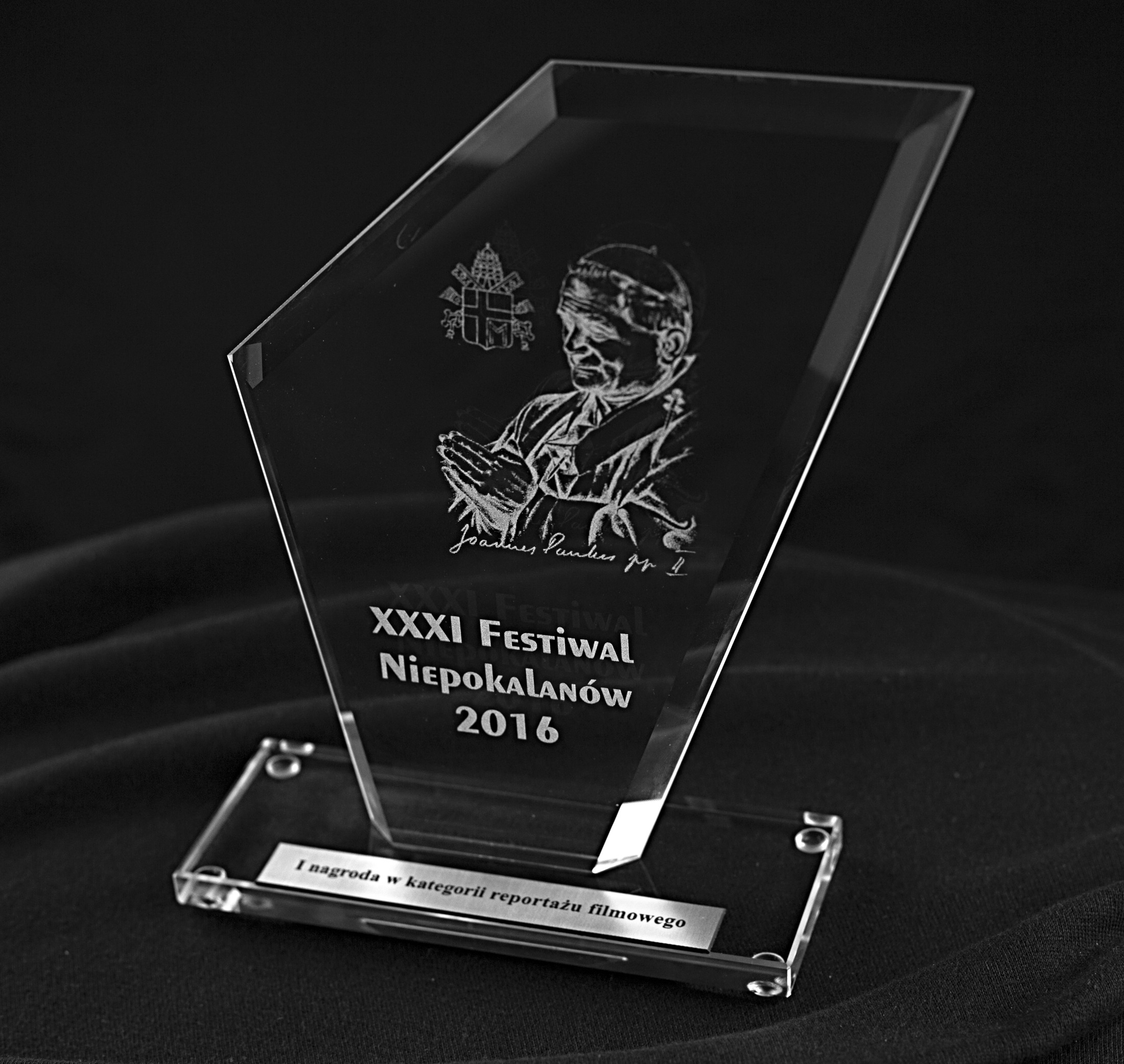
Film pt. „Ja tylko niosę pomoc...” zdobył I nagrodę w kategorii reportaż na XXXI Festiwalu Filmów Niepokalanów w 2016 roku

- Voice of Ezidis[17] – Francja
- YAZDA[18] – Wielka Brytania

## Nagrody i odznaczenia
- Prezes fundacji Bartosz Rutkowski oraz Dawid Czyż zostali 16 kwietnia 2019 roku odznaczeni przez prezydenta RP Andrzeja Dudę Krzyżami Zasługi za działalność na rzecz osób potrzebujących[19].
- Film dokumentalny pt. „Ja tylko niosę pomoc...” w reż. M. Sokoła i W. Tory otrzymał I nagrodę w kategorii reportaż na XXXI Międzynarodowym Katolickim Festiwalu Filmów i Multimediów Niepokalanów 2016[20].
- Założyciel fundacji Orla Straż Bartosz Rutkowski jest laureatem IX edycji Nagrody im. Jana Rodowicza „Anody” w kategorii "Akcja społeczna" ustanowionej przez Muzeum Powstania Warszawskiego[21].
- 22 sierpnia 2023 roku Fundacja Orla Straż została uhonorowana Krzyżem Honorowym „Inki” nadawanym przez Związek Kombatantów i Osób Represjonowanych RP im. Danuty Siedzikówny „Inki”[22][23].